# Franz Miltner
Franz Miltner (* 28. Oktober 1901 in Wien, Österreich-Ungarn; † 23. Juli 1959 ebenda) war ein österreichischer Klassischer Archäologe und Althistoriker.

## Leben
Miltner, Sohn eines Ministerialrats, studierte von 1921 bis 1925 Klassische Philologie und Archäologie an der Universität Wien und wurde dort 1925 mit einer Arbeit zu römischen Schiffstypen promoviert. 1926 oder 1927 wurde er wissenschaftlicher Assistent am Österreichischen Archäologischen Institut (ÖAI). Er nahm an dessen Ausgrabungen in Ephesos teil und leitete von 1926 bis 1931 die Ausgrabungen im niederösterreichischen Carnuntum, von 1935 bis 1936 in Alt-Smyrna.
Nach seiner Habilitation an der Universität Wien 1932 mit einer als Artikel in Paulys Realencyclopädie der classischen Altertumswissenschaft erschienenen Arbeit zum antiken Seekrieg und Seewesen wurde er 1933 als Nachfolger Carl Lehmann-Haupts außerordentlicher Professor für Alte Geschichte in Innsbruck. Nach Forschungsaufenthalten in Ankara erhielt er im Jahr 1939 oder 1940 eine ordentliche Professur am Institut für Alte Geschichte der Universität Innsbruck, wo er von 1939 bis 1942 Dekan war. 1944/45 leistete er Kriegsdienst.
Miltner, der den Nationalsozialismus befürwortete, beantragte am 18. Mai 1938 die Aufnahme in die NSDAP und wurde rückwirkend zum 1. Mai desselben Jahres aufgenommen (Mitgliedsnummer 6.257.215). Er machte unter anderem nach dem „Anschluss Österreichs“ der Deutschen Forschungsgemeinschaft den Vorschlag, dass auch in Rom ein Rassenkundlich-Historisches Institut eingerichtet werden sollte.
Miltners Nähe zum nationalsozialistischen Gedankengut führte nach dem Ende des Zweiten Weltkriegs zum Verlust seiner Professur und der Versetzung in den vorzeitigen Ruhestand 1945/46.
Auf Grund der Bemühungen von Freunden und Kollegen konnte Franz Miltner seine archäologische Tätigkeit jedoch wieder aufnehmen. Bereits seit 1948 führte er Ausgrabungen im Auftrag des ÖAI durch und übernahm 1950 die Grabungsleitung in Aguntum. 1954 wurde er als Staatsarchäologe 1. Klasse wieder am ÖAI angestellt und leitete von 1954 bis zu seinem überraschenden Tod 1959 die Ausgrabungen in Ephesos.
Miltner wurde 1932 korrespondierendes Mitglied des Deutschen Archäologischen Instituts, 1943 korrespondierendes Mitglied der Österreichischen Akademie der Wissenschaften. Von 1937 bis 1945 war er Redakteur der Zeitschrift Klio (zusammen mit Lothar Wickert) und der Historia Mundi.
Den Schwerpunkt von Miltners wissenschaftlicher Tätigkeit bildeten Ausgrabungen in Kleinasien und an provinzialrömischen Fundplätzen in Österreich. In der Zeit des Nationalsozialismus wandte er sich auch althistorischen Themen zu, die er unter aktuell-politischen Aspekten behandelte. Er wurde am Grinzinger Friedhof bestattet.
Im Jahr 1971 wurde in Wien-Simmering (11. Bezirk) der Miltnerweg nach ihm benannt.
Sein Enkel Harold Ian Miltner ist Sportconsulter, Journalist und Schriftsteller.

## Schriften
- Das zweite Amphitheater von Carnuntum. 1931. 5. Auflage 1949.
- Seekrieg. In: Paulys Realencyclopädie der classischen Altertumswissenschaft (RE). Supplementband V, Stuttgart 1931, Sp. 864–905. und Seewesen. In: Paulys Realencyclopädie der classischen Altertumswissenschaft (RE). Supplementband V, Stuttgart 1931, Sp. 906–962.[7]
- Das Cömeterium der Sieben Schläfer. 1936 (Forschungen in Ephesos IX/2).
- Germanische Köpfe der Antike. 1938.
- Römerzeit in österreichischen Landen. 1948.
- Lavant und Aguntum. 1950.
- Ephesos. Stadt der Artemis und des Johannes. 1958.
- Grabungsberichte über die Grabungen in Ephesos in den Jahresheften des Österreichischen Archäologischen Instituts.